# Michaela Koschak
Michaela Koschak (* 5. Mai 1977 in Berlin) ist eine deutsche Wettermoderatorin. Sie präsentiert seit 2002 das Wetter in verschiedenen Sendungen des Mitteldeutschen Rundfunks.

## Werdegang
Michaela Koschaks Eltern waren beide Mathematik- und Physiklehrer. Mathematik und Geografie waren ihre Lieblingsfächer in der Schule. Nach dem Abitur begann sie ein Studium der Meteorologie an der Freien Universität Berlin, das sie 2000 abschloss. Bereits während des Studiums machte Koschak Erfahrungen als Wetterexpertin für einen Fernsehsender. 2001 begann sie als Meteorologin und Moderatorin beim Wetterdienst-Unternehmen Meteomedia, für das sie bis 2012 tätig war. 2002 folgten erste Aufträge für den MDR Sachsen. In den folgenden Jahren präsentierte Koschak immer mehr Wettersendungen beim MDR. Von 2005 bis 2008 hatte sie einen Lehrauftrag am Institut für Meteorologie der Universität Leipzig. 
Seit 2013 ist Koschak freie Mitarbeiterin des MDR. Seit 2019 arbeitet sie als Wetterexpertin auch für den Norddeutschen Rundfunk sowie andere Medienunternehmen. Seit 2019 ist sie Kolumnistin beim Nachrichtenportal T-Online für Wetter, Klima und Nachhaltigkeit. Seit 2021 ist sie Klimaexpertin bei Brisant in der ARD.

## Privates
Michaela Koschak lebt in Leipzig. 2010 und 2013 sind ihre Kinder zur Welt gekommen. Seit 2020 lebt sie mit Jörg Färber zusammen in einer Patchworkfamilie.

## Veröffentlichungen (Auswahl)
- Unser Wetter bärenstark erklärt. Machandel, Haselünne 2017, ISBN 978-3-95959-095-2.
- Entdecke das Wetter, Münster 2014, ISBN  978-3-86659-224-7
- Pictures by #the Stormpilot. Bildband. Mit Fotos von Santiago Borja, teNeues Media, Kempen 2018, ISBN 978-3-96171-108-6.
- mit Herbert Frauenberger: Die Wetterküche: Jahreszeiten & Rezepte. BuchVerlag für  die Frau, Leipzig 2018, ISBN 978-3-89798-544-5.
- Klimaschutz im Alltag: kleine Taten, große Wirkung. BuchVerlag für die Frau, Leipzig 2020, ISBN 978-3-89798-569-8.